# Хитирики
Хитирики (яп. 篳篥) — традиционный старинный (VIII в.) духовой японский инструмент, из группы гобоев, широко представленный в классической японской музыке. Несмотря на свою миниатюрность, хитирики воспроизводит насыщенный и громкий звук. Обычно изготавливается из бамбука. Диапазон — одна октава.

## История
Хитирики относится к инструментам, считающимся прямыми предшественниками современного гобоя, известными с античности и сохранившимися в первозданном виде в разных культурах, такие как бомбарда, волынка, жалейка, дудук, гайта, зурна.
Несмотря на то что хитирики распространён в Японии, его родиной считается Китай, хитирики происходит от китайского инструмента гуань (били), который проник в японскую культуру в VIII веке.
В настоящее время инструмент используется в церемониальных песнопениях и танцах японской культуры.

## Строение хитирики
Принято украшать корпус инструмента корой вишневого дерева. На корпусе располагаются боковые отверстия.
На конце инструмента располагается двойная трость, также регулировочное кольцо, которое играет важную роль в воспроизводстве звука так как регулирует громкость и тон звука.

## Роль хитирики в музыке
В период Реставрации Мэйдзи хитирики вошел в современный инструментальный состав исполнения японской классической музыки, гагаку.
Среди наиболее известных произведений, традиционной японской музыки, в которых используется хитирики:
- Микагура — длинный цикл песен, исполнявшийся при дворе один раз в год 15 декабря под аккомпанемент традиционных инструментов;
- Ямато-ута, ямато-май: танцы и песни Ямато — короткие произведения, исполняемые четырьмя или шестью танцорами, одетыми в костюмы чиновников;
- Сайбара — народные песни, происходят от старинных японских народных песен и были широко распространены среди аристократов, начиная с IX века. Несмотря на то, что в дошедших до нас древних манускриптах записаны стихи и названия более чем 60 композиций, только небольшое количество исполняется в настоящее время;
- Аккомпанемент танцев комагаку.